# Köln (1928)
«Кёльн» (нем. Köln) — немецкий лёгкий крейсер времён Второй мировой войны.

## История создания
Разработка проекта новых крейсеров в рамках Версальских ограничений началась в 1924 году под руководством главного конструктора инженера Эренберга. В рамках проекта (тип «К») было построено три крейсера: «Кёнигсберг», «Карлсруэ» и «Кёльн».
Крейсер «Кёльн» заложен 7 августа 1926 года на Военно-морской верфи (Reichsmarinewerft) в Вильгельмсхафене в как крейсер «D» («Ersatz Arcona» — замена крейсера «Аркона»), спущен на воду 23 мая 1928 года и введен в состав флота 15 января 1930 года. Торжественную речь при спуске корабля на воду произнёс обер-бургомистр Кёльна доктор Конрад Аденауэр — будущий канцлер ФРГ.
Название корабль получил в честь города Кёльн, его предшественниками с этим же именем стали лёгкий крейсер SMS Cöln (1909) типа «Кольберг», погибший в ходе Гельголандского сражения 1914 года и лёгкий крейсер SMS Cöln (1916), затопленный экипажем в Скапа-Флоу в 1919 году. Разница в написании слова «Кёльн» в названиях крейсеров периода Германской империи и нацистской Германии объясняется тем, что в период с 1900 по 1919 годы официально было принято написание Cöln, в то время, как после 1919 года — Köln.

## Служба

### Предвоенные годы

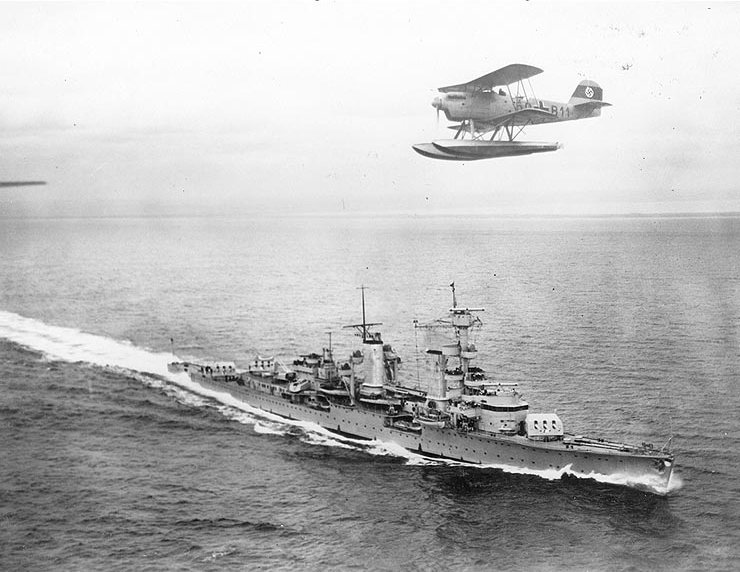
Лёгкий крейсер «Кёльн» и гидросамолёт He 60

После ввода в состав флота новый крейсер был укомплектован моряками списанного крейсера «Амазоне». После окончания испытаний и первого похода крейсер был зачислен в Разведывательные силы флота. Корабль участвовал в различных манёврах, учениях, походах в зарубежные воды (посетил порты Копенгаген, Лас-Пальмас, Сент-Винсент, Санта Крус де Тенерифе, Виго, норвежские воды). В марте 1932 года «Кёльн» переходит в распоряжение учебного отряда, совершает дальнее плавание с посещением портов Сицилии, Египта, Индии, Голландской Ост-Индии, Австралии, Океании, Японии, Китая, Сингапура, Цейлона, Крита, Испании. За время похода крейсер прошёл 37 000 миль.
С началом 1934 года крейсер возвращается в состав Разведывательных сил, занимается боевой подготовкой, охраной рыболовства, совершён ряд походов в Атлантику. В течение 1936—1937 годов трижды совершает походы в воды охваченной гражданской войной Испании. 21—23 марта 1939 года, в составе соединения кораблей Кригсмарине, участвует в аннексии литовского города Клайпеда (Мемель). На борту входившего в состав соединения тяжёлого крейсера «Дойчланд» находился Адольф Гитлер.

### Вторая мировая война

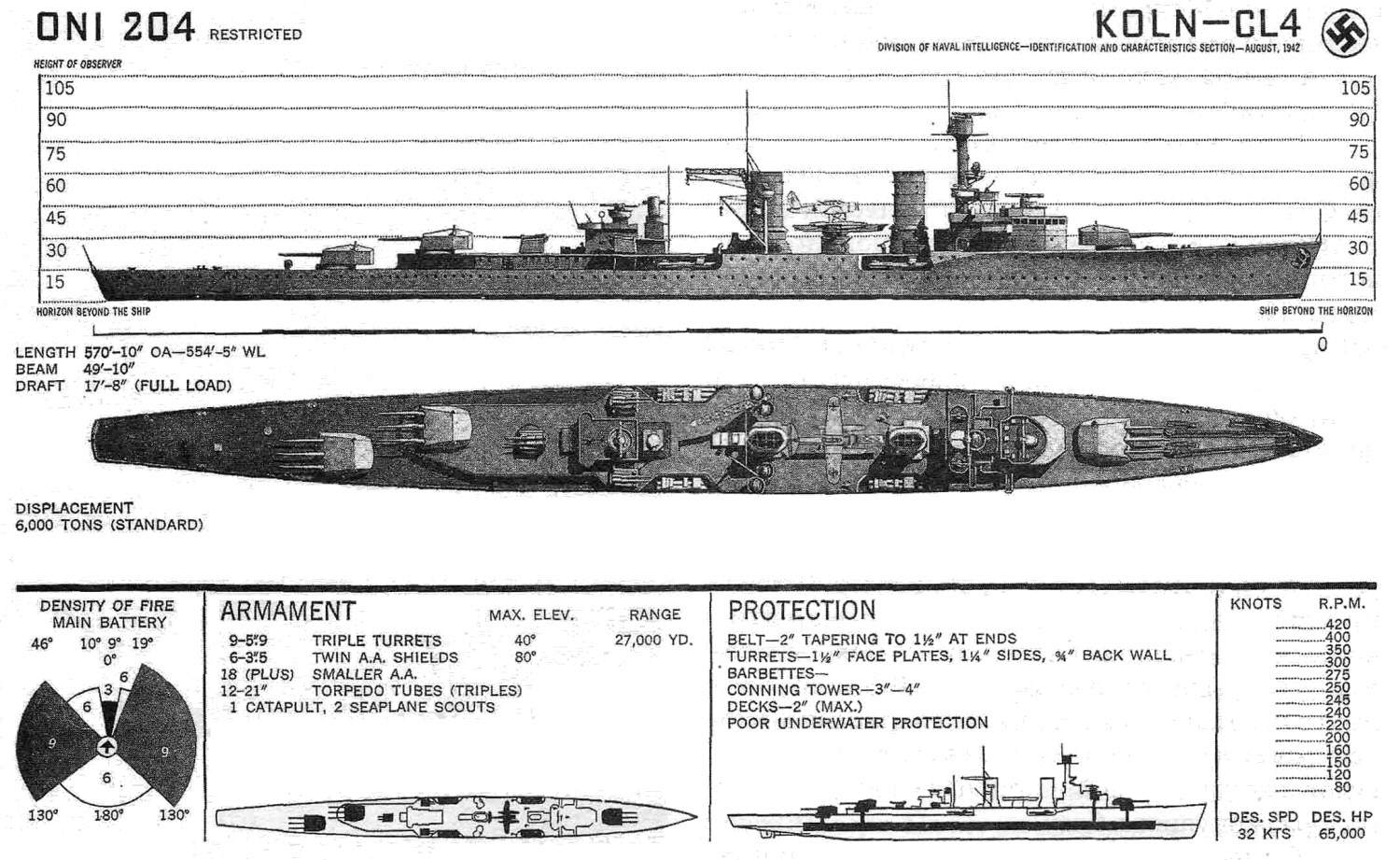
ТТХ и идентификационные параметры легкого крейсера «Кёльн», изданные отделом Военно-Морской разведки Военно-морского министерства США

В начале войны «Кёльн» находился на Балтийском море, но был вскоре вместе с лёгкими крейсерами «Нюрнберг» и «Лейпциг» передислоцирован в Северное море, где принимал участие в постановке системы оборонительных минных заграждений «Вествалль». До мая 1940 года корабль был флагманом Разведывательных сил под командованием контр-адмирала Гюнтера Лютьенса, прикрывал минные постановки, выходил в море в составе соединений тяжёлых кораблей с целью поиска судов с нейтральной контрабандой, нападения на корабли британского северного патруля, а также для выманивания британских кораблей под удары Люфтваффе и подводных лодок Кригсмарине.
Во время проведения операции «Weserübung» по захвату Дании и Норвегии «Кёльн» стал флагманом «Группы 3» под командованием контр-адмирала Хуберта Шмундта. Во время этой операции погибли оба систершипа «Кёльна» — «Карлсруэ» сильно повредила торпедой британская подводная лодка на обратном пути в Германию, а «Кёнигсберг» стал жертвой налёта британской морской авиации. «Кёльн» не погиб во время этого налёта только потому, что адмирал Шмундт решил увести неповреждённые корабли в соседний фьорд.
До февраля 1941 года «Кёльн» занимался минными постановками, а после был переклассифицирован в учебный корабль, как и все уцелевшие лёгкие крейсера Германии. Основными их задачами стали:
- Первоначальное обучение азам корабельной службы новобранцев строевых и технических специальностей;
- Корабельная практика выпускников школ унтер-офицеров;
- Корабельная практика курсантов военно-морских училищ;
- Использование крейсеров в качестве кораблей мишеней и проведения различных экспериментов и испытаний[3].

Большая часть экипажа крейсера комплектовалась курсантами-стажёрами.
В сентябре 1941 года наряду с крейсером «Нюрнберг» вошёл в состав так называемого «Балтийского флота», в задачу которого входило недопущение прорыва советских кораблей из Финского залива в случае падения Ленинграда. Предполагавшееся сражение не состоялось.
В октябре того же года крейсер обстреливал позиции советских войск на острове Даго.
После ремонта в июле 1942 года «Кёльн» вновь прибывает в Норвегию. В непосредственных боевых действиях не участвует, после Новогоднего боя 31 декабря 1942 года, как и некоторые другие тяжёлые корабли Кригсмарине, готовится к списанию. 17 февраля выведен из состава флота и поставлен на консервацию.
В январе 1944 года корабль отбуксировали в Кёнигсберг. 1 июля 1944 года его расконсервировали в качестве учебного корабля для курсантов военно-морского и инженерного училищ. В октябре участвовал в минных постановках в балтийских проливах, у входа в Скагеррак.
В течение конца 1944 — начала 1945 года неоднократно подвергался бомбардировкам союзной авиации в Осло, Киле и Вильгельмсхафене.
30 марта во время налёта 8 американских самолётов получил серьёзные повреждения и сел на грунт. 5 апреля 1945 года лёгкий крейсер «Кёльн» вывели из состава флота, а 2 мая 1945 года обломки корабля взорвали. Корпус был разобран в 1946 году.